# 芭蕾舞團首席舞者

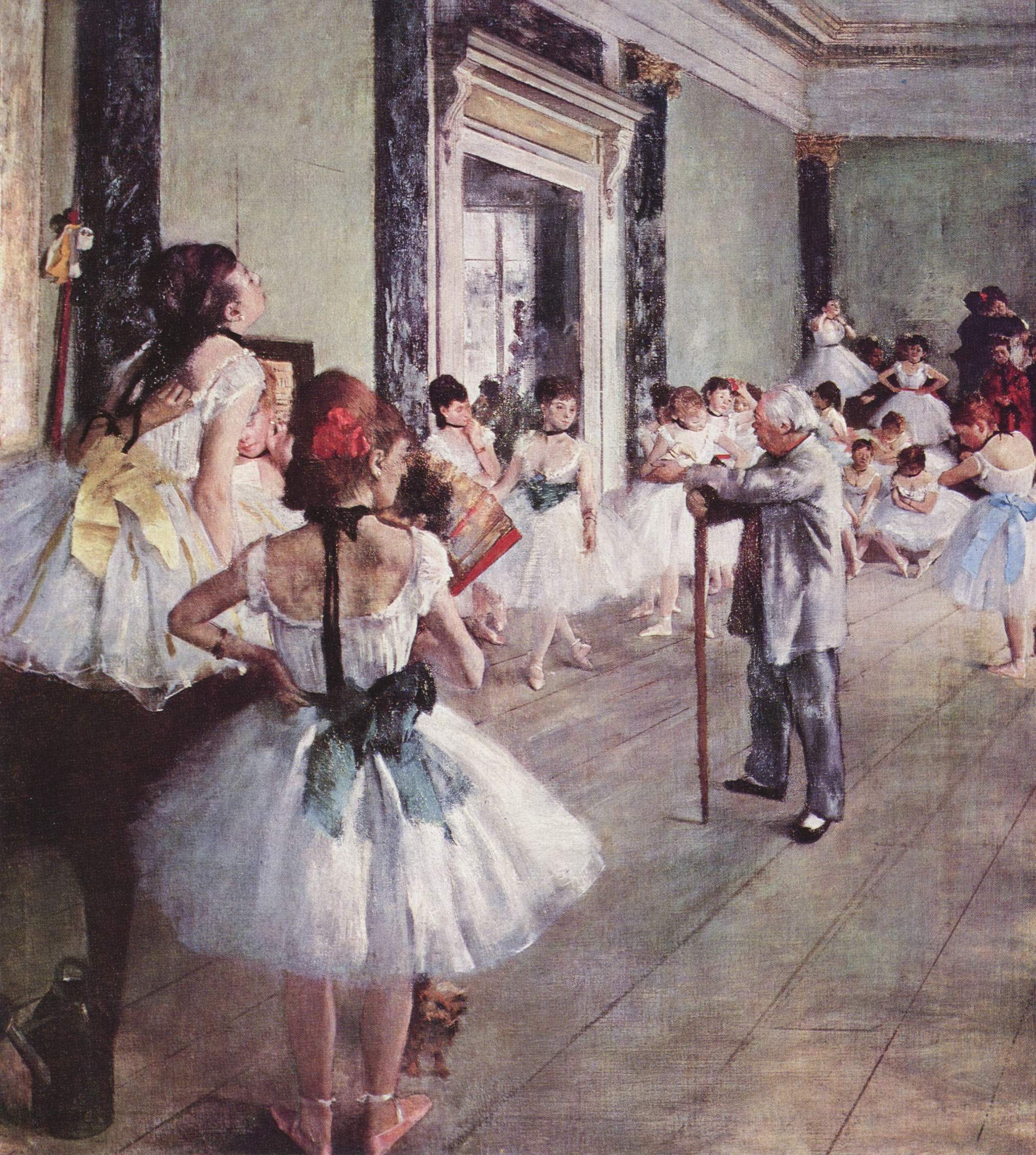
埃德加·德加的畫作，描繪芭蕾舞團首席舞者朱尔斯·佩罗指導團員進行排練的場景

芭蕾舞團首席舞者是芭蕾舞团中的高級芭蕾舞者，一般负责教授以及指导其他更低級的舞蹈演员排练芭蕾舞剧。很多大型芭蕾舞团通常有多名首席舞者。 